# Ганькин
Га́нькин — хутор в Новоалександровском районе (городском округе) Ставропольского края России. 

## География
Расстояние до краевого центра: 93 км. Расстояние до районного центра: 24 км.

## История
До 1 мая 2017 года входил в упразднённый Темижбекский сельсовет.

## Население
| 1989 | 2002 | 2010 | 2014 | 2021 | 2023 |
| ---- | ---- | ---- | ---- | ---- | ---- |
| 262  | ↘24  | ↘6   | →6   | ↘5   | ↘4   |

По данным переписи 2002 года, 71 % населения — русские.